# 细唐松草
细唐松草（学名：Thalictrum tenue），为毛茛科唐松草属下的一个植物种。